# Manuel Bravo
Johan Manuel Bravo Díaz (Molina, Chile, 15 de febrero de 1993) es un futbolista profesional chileno que se desempeña como lateral o volante por la banda izquierda.

## Trayectoria

### Inicios
Llegó desde su natal Molina a la Casa Alba el año 2008, con la venia de Fernando Astengo, por aquel entonces jefe de las divisiones inferiores de Colo-Colo. 

### Colo-Colo
Su debut en el primer equipo llegaría de la mano del estratega trasandino Américo Gallego, en un partido válido por Copa Chile frente a Universidad Católica, disputado el 25 de junio de 2011 y en el que su escuadra caería por 3 goles a 1.
Tras su debut, sólo lograría jugar algunos partidos, terminando finalmente jugando en la filial del club albo, Colo-Colo "B", y en partidos de las divisiones inferiores tras no prosperar oportunidades en el primer equipo, además de un posible fichaje en Coquimbo Unido, debido a esto para la temporada 2013/14 partiría a Barnechea, equipo perteneciente a la Primera B de Chile, segunda categoría del balompié chileno.

### Barnechea y Unión San Felipe
En el club huaicochero lograría la ansiada titularidad siendo parte importante del histórico ascenso a Primera División de aquel equipo. Para la siguiente temporada nuevamente partiría a préstamo, esta vez a Unión San Felipe, nuevamente jugando en la Primera B. Con el cuadro del Aconcagua lograría el subcampeonato del torneo pero no sería suficiente para lograr el ascenso, pese a eso, lograría un gran nivel en su juego lo que lo llevaría a fichar por el Santiago Wanderers de Valparaíso.

### Santiago Wanderers
En junio de 2015 fue enviado a préstamo a Santiago Wanderers de Valparaíso, donde tendría la oportunidad de disputar la Copa Sudamericana. Durante su estadía en el cuadro porteño, disputó 11 compromisos, anotando dos goles.

### O'Higgins de Rancagua
Después de su paso por el elenco caturro, y tras finalizar su vínculo contractual con Colo-Colo, el 1 de julio de 2016 se hace oficial su fichaje por O'Higgins de Rancagua, por una temporada.

### San Luis de Quillota
Luego de su paso por O'Higgins de Rancagua, donde disputó 16 encuentros oficiales, en junio de 2017 es presentado como nuevo refuerzo de San Luis de Quillota de cara al Torneo de Transición.

## Selección nacional

### Selección Sub-20
En 2013 formó parte de la nómina de 22 jugadores elegidos por Mario Salas, director técnico de la selección chilena sub-20, que disputaron el Sudamericano de la categoría en Mendoza, Argentina, logrando la clasificación al Mundial Sub-20 de 2013 de Turquía. En dicho certamen, jugó siete de los nueve encuentros de su selección, sumando un total de 567 minutos, alcanzando gran regularidad como lateral izquierdo.

#### Participaciones en Sudamericanos
| Torneo                      | Sede      | Resultado    | Partidos | Goles |
| --------------------------- | --------- | ------------ | -------- | ----- |
| Sudamericano Sub-20 de 2013 | Argentina | Cuarto lugar | 7        | 0     |

## Estadísticas
| Club                       | Div.          | Temporada     | Liga  | Liga  | Copas nacionales | Copas nacionales | Torneos internacionales | Torneos internacionales | Total | Total |
| Club                       | Div.          | Temporada     | Part. | Goles | Part.            | Goles            | Part.                   | Goles                   | Part. | Goles |
| -------------------------- | ------------- | ------------- | ----- | ----- | ---------------- | ---------------- | ----------------------- | ----------------------- | ----- | ----- |
| Colo-Colo · Chile          | 1.ª           | 2011          | 6     | 0     | 5                | 0                | —                       | —                       | 11    | 0     |
| Colo-Colo · Chile          | 1.ª           | 2012          | 5     | 0     | 8                | 0                | —                       | —                       | 13    | 0     |
| Colo-Colo · Chile          | Total club    | Total club    | 11    | 0     | 13               | 0                | 0                       | 0                       | 24    | 0     |
| Colo-Colo "B" · Chile      | 3.ª           | 2012          | 8     | 1     | —                | —                | —                       | —                       | 8     | 1     |
| Colo-Colo "B" · Chile      | 3.ª           | 2013          | 9     | 0     | —                | —                | —                       | —                       | 9     | 0     |
| Colo-Colo "B" · Chile      | Total club    | Total club    | 17    | 1     | 0                | 0                | 0                       | 0                       | 17    | 1     |
| Barnechea · Chile          | 2.ª           | 2013-14       | 28    | 1     | —                | —                | —                       | —                       | 28    | 1     |
| Barnechea · Chile          | Total club    | Total club    | 28    | 1     | 0                | 0                | 0                       | 0                       | 28    | 1     |
| Unión San Felipe · Chile   | 2.ª           | 2014-15       | 31    | 4     | 4                | 0                | —                       | —                       | 35    | 4     |
| Unión San Felipe · Chile   | Total club    | Total club    | 31    | 4     | 4                | 0                | 0                       | 0                       | 35    | 4     |
| Santiago Wanderers · Chile | 1.ª           | 2015-16       | 10    | 2     | 1                | 0                | —                       | —                       | 11    | 2     |
| Santiago Wanderers · Chile | Total club    | Total club    | 10    | 2     | 1                | 0                | 0                       | 0                       | 11    | 2     |
| O'Higgins · Chile          | 1.ª           | 2016-17       | 15    | 0     | 1                | 0                | —                       | —                       | 16    | 0     |
| O'Higgins · Chile          | Total club    | Total club    | 15    | 0     | 1                | 0                | 0                       | 0                       | 16    | 0     |
| San Luis · Chile           | 1.ª           | 2017          | 10    | 0     | 2                | 1                | —                       | —                       | 12    | 1     |
| San Luis · Chile           | 1.ª           | 2018          | 6     | 0     | 2                | 0                | —                       | —                       | 8     | 0     |
| San Luis · Chile           | Total club    | Total club    | 16    | 0     | 4                | 1                | 0                       | 0                       | 20    | 1     |
| Total carrera              | Total carrera | Total carrera | 128   | 8     | 23               | 1                | 0                       | 0                       | 151   | 9     |
| 1. 2.                      |               |               |       |       |                  |                  |                         |                         |       |       |

## Palmarés

### Campeonatos internacionales amistosos
| Título             | Equipo           | País   | Año  |
| ------------------ | ---------------- | ------ | ---- |
| Torneo de Gradisca | Colo-Colo Sub-17 | Italia | 2010 |